# Kaktovikisches Zahlensystem

Die 20 Ziffern im Kaktovischen System

Das Kaktovikische Zahlensystem oder Kaktovikisches Inupiaq-Zahlensystem ist ein Vigesimalsystem, das von alaskischen Iñupiat erstellt wurde. Es ist visuell ikonisch; die Formen zeigen die dargestellte Zahl bildlich.
Die Inupiaq-Sprache hat ein Zahlensystem zur Basis 20, wie auch die anderen Eskimo-aleutische Sprachen Alaskas und Kanadas (und früher Grönlands). Arabische Ziffern, die für ein Basis-10-System konzipiert wurden, sind für Inupiaq und andere Inuit-Sprachen ungeeignet. Um dieses Problem zu lösen, erfanden Schüler in Kaktovik, Alaska, 1994 eine Zahlennotation zur Basis 20, die sich unter den Iñupiat in Alaska verbreitet hat und für die Verwendung in Kanada in Betracht gezogen wurde.
Inupiaq hat, wie andere Inuit-Sprachen, ein Zählsystem zur Basis 20 mit einer Unterbasis von 5. Das heißt, Mengen werden in Zwanzig gezählt (wie im Dänischen, Walisischen und in einigen französischen Zahlen wie quatre-vingts "achtzig"), mit Zwischenziffern für 5, 10 und 15. So wird 78 als drei Zwanziger dreiundfünfzehn bezeichnet.